# 拉魯德村
拉魯德村（波斯語：لرود），是伊朗吉兰省阿姆拉什县兰库区索馬姆鄉的一个村。2006年人口普查顯示該村人口为520人，分佈在113个家庭中。